# Microvalgus squamiventris
Microvalgus squamiventris är en skalbaggsart som beskrevs av Lea 1914. Microvalgus squamiventris ingår i släktet Microvalgus och familjen Cetoniidae. Inga underarter finns listade i Catalogue of Life.